# Blacklodge
Blacklodge est un groupe de black metal industriel français, originaire de Villard-de-Lans, en Isère. Son logo, un pentagramme stylisé, est composé de quatre seringues croisées. Blacklodge compte au total trois albums, deux démos et un EP.

## Biographie
Blacklodge est formé par Saint Vincent en 1998 à Villard-de-Lans, en Isère, selon les dires de ce dernier, « des cendres d'un groupe underground qui officiait depuis 1994. » Le nom du groupe s'inspire d'un lieu de la série télévisée Twin Peaks de David Lynch.
Ils enregistrent deux démos puis publient en 2003 un premier album studio, Login:SataN, au label néerlandais Blazing Productions,. Ils jouent leur premier concert à Grenoble pour Impaled Nazarene. En 2004, ils tournent avec Aborym et Corpus Christii.
Ils enregistre leur deuxième album studio Solarkult, stylisé >SolarKult<, au Necromorbus Studio. L'album est publié l'année suivante en 2006, et contient 13 chansons. Grâce à cet opus, ils signent au label underground français End All Life. En 2007, Silence quitte le groupe et est remplacé par Narcotic avant leur tournée européenne avec Horna et Vorkreist. La même année, une collaboration avec le groupe autrichien Abigor donne naissance au split T/ME, 3rd level Initiation : Chamber of Downfall publié chez End All Life.
Le groupe signe avec le label Season of Mist en 2012. En avril 2012, le groupe annonce un nouvel album intitulé MachinatioN - 4th Level Initiation: Chamber of Control le 21 juin.
En 2014, ils se produisent au Hellfest dans le « running order ».

## Style musical et influences
Le groupe s'inspire de Mysticum et Dødheimsgard, mais Saint Vincent cite principalement le groupe allemand Traumatic Voyage comme référence .
Il se distingue du black metal traditionnel par l'utilisation d'une boîte à rythmes et de beats, habituellement réservés à la techno ou à l'electro. Blacklodge se veut sataniste, comme beaucoup de groupes de BM, mais innove, en n'utilisant aucun symbole traditionnel de Satan (croix renversée, ...), qu'il remplace par une esthétique industrielle correspondant à la musique. La consommation de drogues est également un thème récurrent du groupe, car vue comme donnant accès à un pouvoir interdit.

## Membres

### Membres actuels
- Saint Vincent – chant, guitare, programmation (depuis 1998)[1]
- AcidJess – basse (depuis 2002)[1]
- Narcotic – guitare (depuis 2007)[1]

### Anciens membres
- Diam's – basse (1999-2002)[1]
- Silence – guitare (1999-2007)[1]
- Hélio Gabale – clavier (1999)[1]

## Discographie

### Démos
- 1999 : InnerCells
- 2000 : Login:SataN demo

### EP
- 1999 : Prince of Dark Cellars